# PRONAOS
Pour le temple romain, voir Pronaos.
PRONAOS est un instrument astronomique embarqué à bord d'un ballon stratosphérique, qui a observé le milieu interstellaire galactique et le fond diffus cosmologique à travers l'effet Sunyaev-Zel'dovich, lors de trois vols scientifiques effectués en 1994, 1996 et 1999. Son responsable principal était Guy Serra (1947-2000) au Centre d'étude spatiale des rayonnements (Toulouse, France).